# San Fiorano

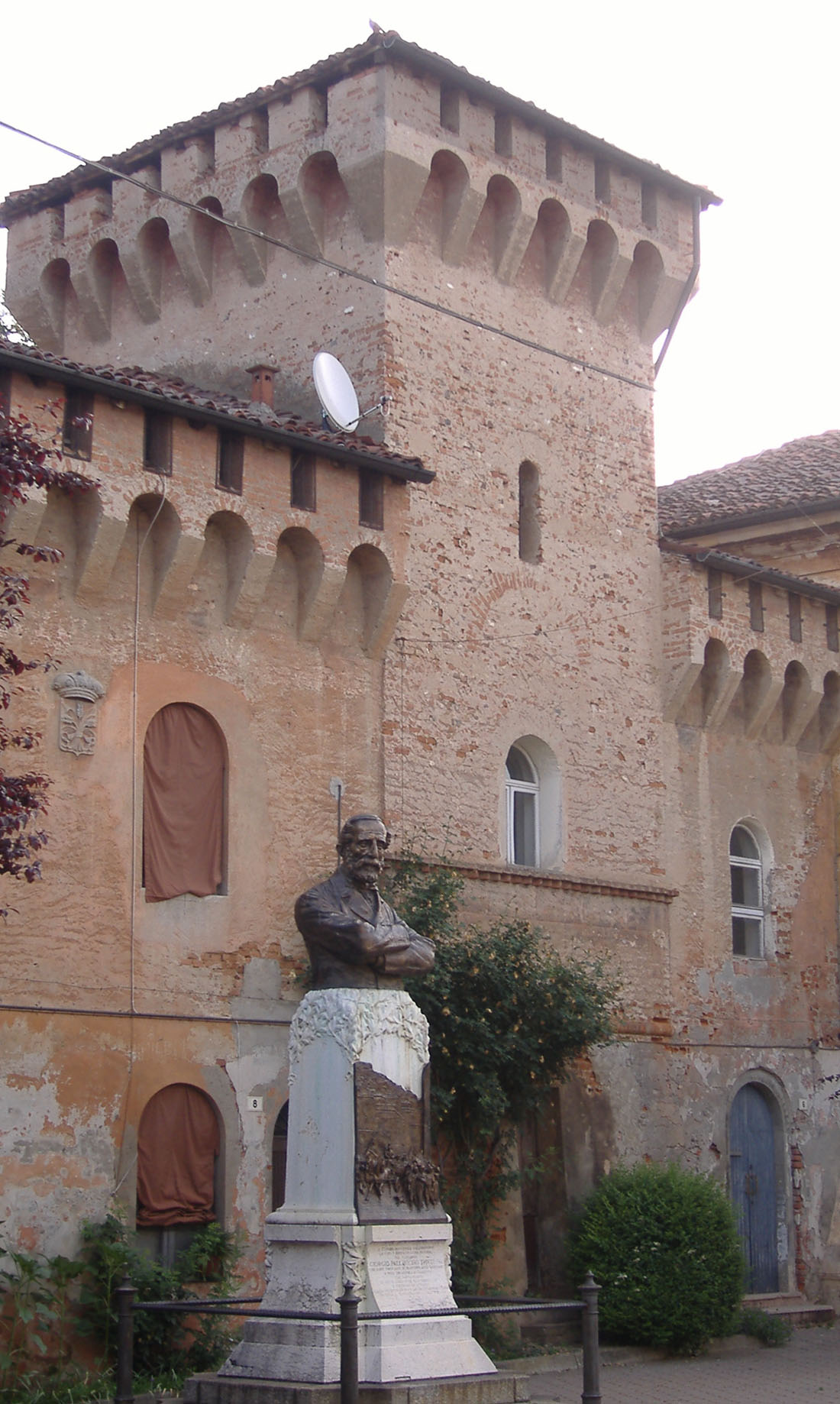
San Fiorano castle

San Fiorano là một đô thị ở tỉnh Lodi trong vùng Lombardia của Italia, cách khoảng 60 km về phía đông nam của Milano và khoảng 25 km về phía đông nam của Lodi. Tại thời điểm 31 tháng 12 năm 2004, đô thị này có dân số 1.724 người và diện tích là 8,9 km².
Đô thị San Fiorano bao gồm các frazioni (các đơn vị trực thuộc, chủ yếu là thôn làng) Campone, Divizia, Lazzaretto, and Regone.
San Fiorano giáp các đô thị: Codogno, Maleo, Fombio, Santo Stefano Lodigiano.